# Natali légykapó
A natali légykapó (Muscicapa  adusta) a madarak osztályának a verébalakúak (Passeriformes) rendjéhez és a  légykapófélék (Muscicapidae) családjához tartozó faj.
A magyar név forrással nincs megerősítve.

## Rendszerezése
A fajt Friedrich Boie német ornitológus írta le 1828-ban, a Butalis nembe Butalis adusta néven.

## Alfajai
- Muscicapa adusta adusta (F. Boie, 1828)
- Muscicapa adusta fuelleborni Reichenow, 1900
- Muscicapa adusta fuscula Sundevall, 1850
- Muscicapa adusta marsabit (Someren, 1931)
- Muscicapa adusta mesica Clancey, 1974
- Muscicapa adusta minima Heuglin, 1862
- Muscicapa adusta murina (Fischer & Reichenow, 1884)
- Muscicapa adusta poensis (Alexander, 1903)
- Muscicapa adusta pumila (Reichenow, 1892)
- Muscicapa adusta subadusta (Shelley, 1897)[2]

## Előfordulása
Afrikában, Angola, Burundi, a Dél-afrikai Köztársaság, Egyenlítői-Guinea, Eritrea, Etiópia, Kamerun, Kenya, a Kongói Demokratikus Köztársaság, a Közép-afrikai Köztársaság,  Malawi, Mozambik, Nigéria, Ruanda, Szudán, Szváziföld, Tanzánia, Uganda, Zambia és Zimbabwe területén honos.
Természetes élőhelyei a trópusi és szubtrópusi hegyi esőerdők, lombhullató erdők, szavannák és cserjések, valamint ültetvények, szántóföldek, vidéki kertek és városi régiók. Állandó, nem vonuló faj.

## Megjelenése
Testhossza 13 centiméter, testtömege 10–13 gramm.
|  |

## Életmódja
Szárnyas rovarokkal táplálkozik.

## Természetvédelmi helyzete
Az elterjedési területe rendkívül nagy, egyedszáma pedig csökken, de még nem éri el a kritikus szintet. A Természetvédelmi Világszövetség Vörös listáján nem fenyegetett fajként szerepel.